# Kazimierz Nowak
Pour les articles homonymes, voir Nowak.
Kazimierz Nowak (né le 11 janvier 1897 à Stryi, en Autriche-Hongrie, aujourd'hui en Ukraine, et mort le 13 octobre 1937 à Poznań, en Pologne), est un voyageur, correspondant et photographe polonais.

## Biographie

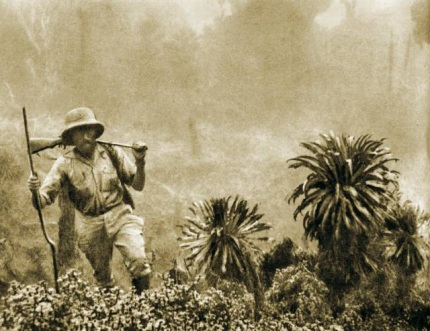
Kazimierz Nowak, explorant la jungle

De 1931 à 1936, il voyage seul à pied et à bicyclette (et aussi à cheval, à dromadaire, en canoë et en train) à travers l'Afrique, parcourant ainsi une distance de quarante mille kilomètres. Ce qu'il est sans doute le premier homme à accomplir[réf. nécessaire]. Sa production écrite et photographique est publiée dans un ouvrage intitulé Rowerem i pieszo przez Czarny Ląd (À pied et à bicyclette à travers le continent Noir). Il vit à Poznań après la Première Guerre mondiale, ville où il meurt en 1937.

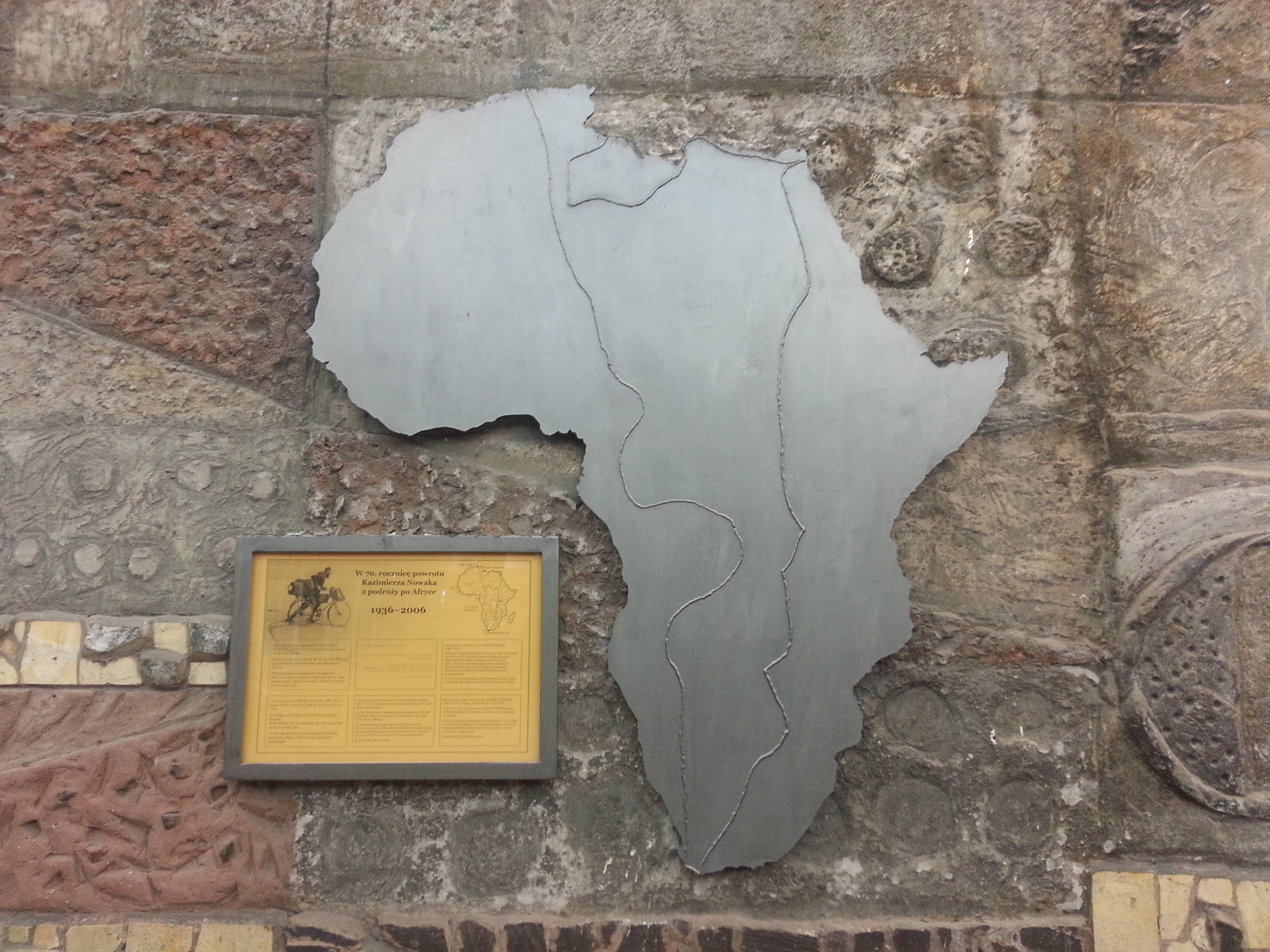
Monument à Poznań rendant hommage au voyage de Kazimierz à travers l'Afrique.